# 賈賢英
賈賢英，（1909年—1972年），山東沂水人，京劇琴師，以與金少山等京劇表演藝術家的合作見知於世，1940年代與金少山、裘盛戎、陳少霖、姜妙香、李多奎等京劇表演藝術家合作錄製唱片多張。
中華人民共和國成立后與馬連良的學生言少朋、周嘯天等合作，1957年起參加山東省京劇團。
山東省京劇團集體創作的現代京劇《奇襲白虎團》，他擔任甲組琴師和電影版琴師，甲組和電影版鼓師都是魯華，主要演員方榮翔、宋玉慶等。
京劇胡琴（京胡）和伴奏藝術全面，涵蓋生、旦、淨、丑各行當和多個流派。